# Nagyrécse
Nagyrécse je vas na Madžarskem, ki upravno spada pod podregijo Nagykanizsai Županije Zala.